# Material didáctico

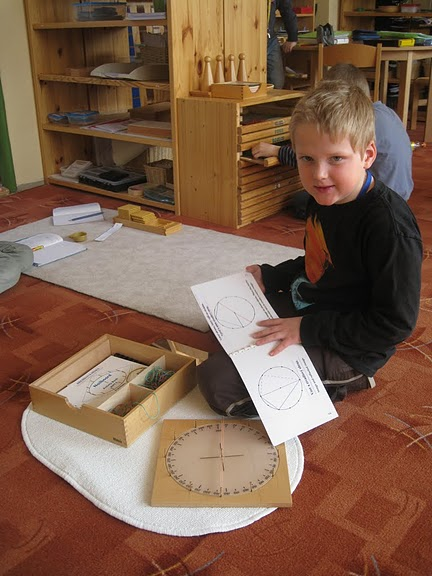
Niño con materiales didácticos

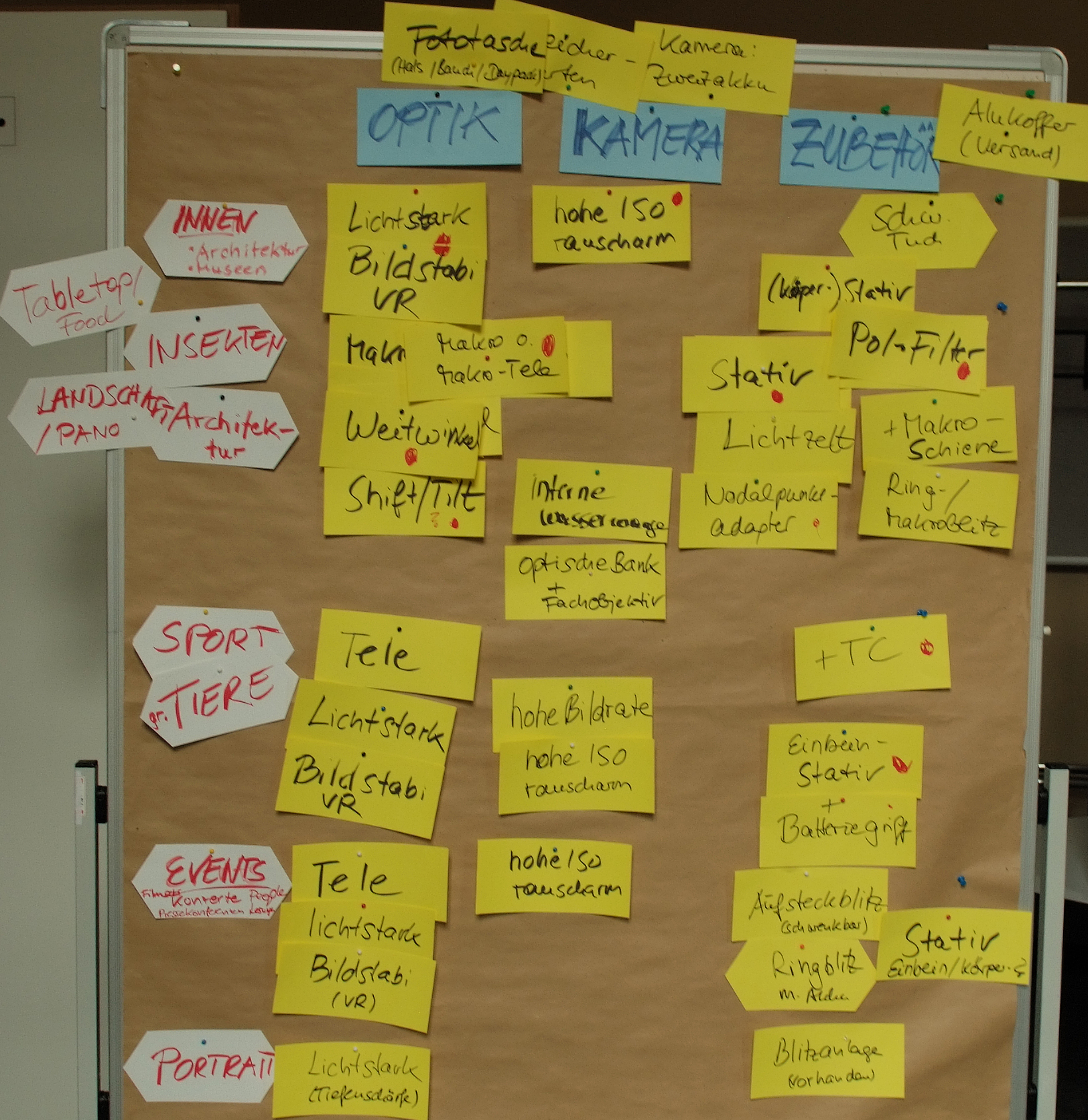
Panel de metaplán

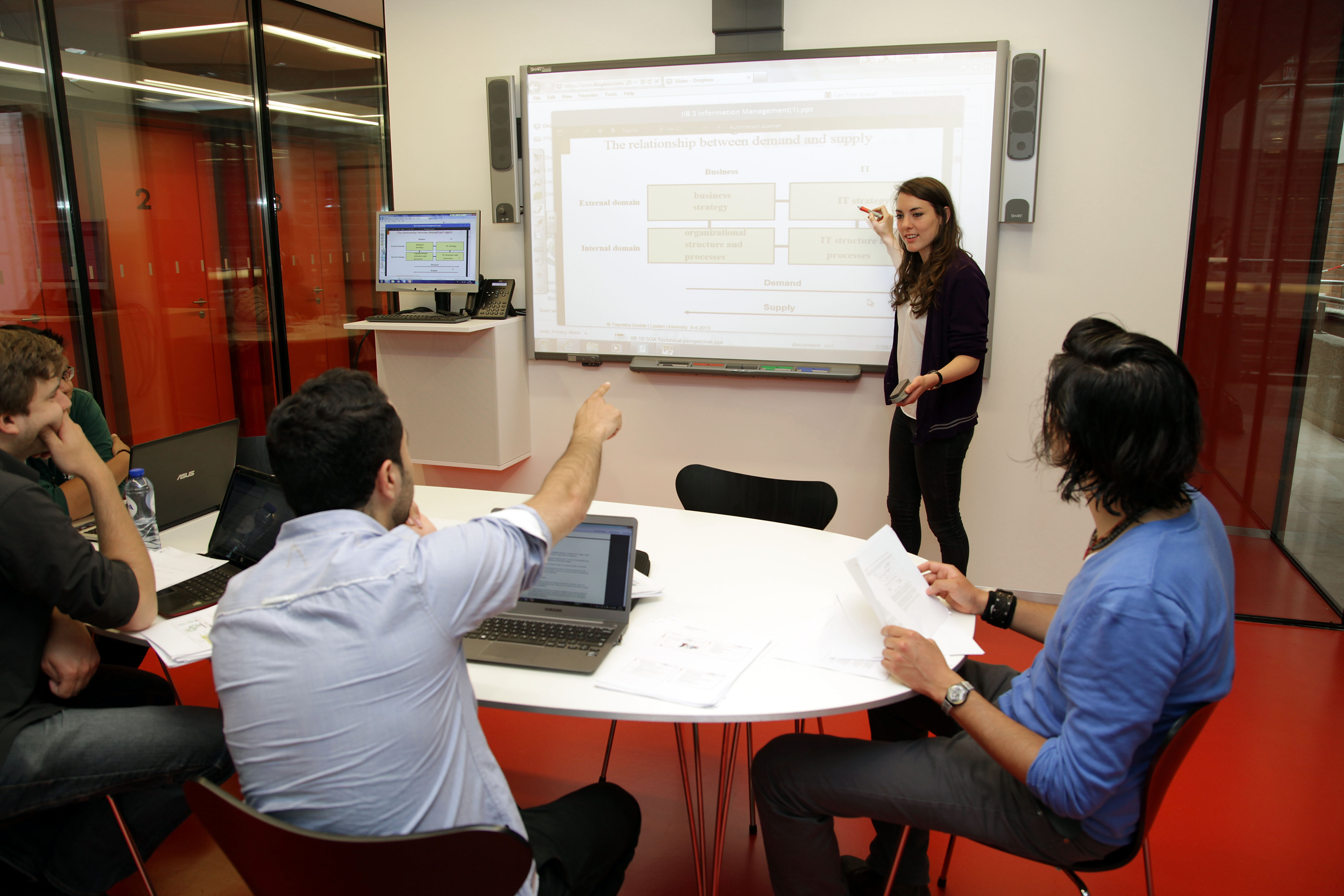
Educación con proyector

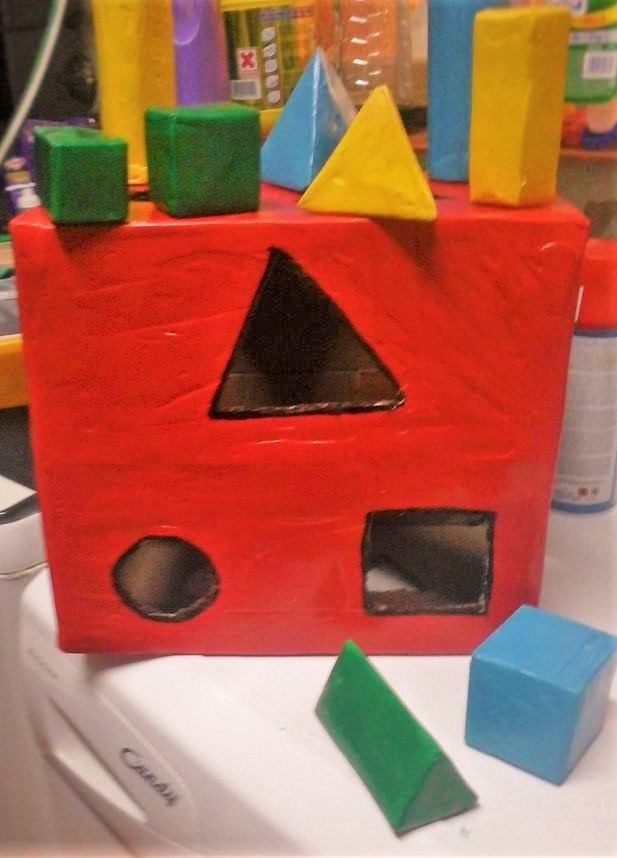
Juego lúdico de encastre realizado con cartón reciclado

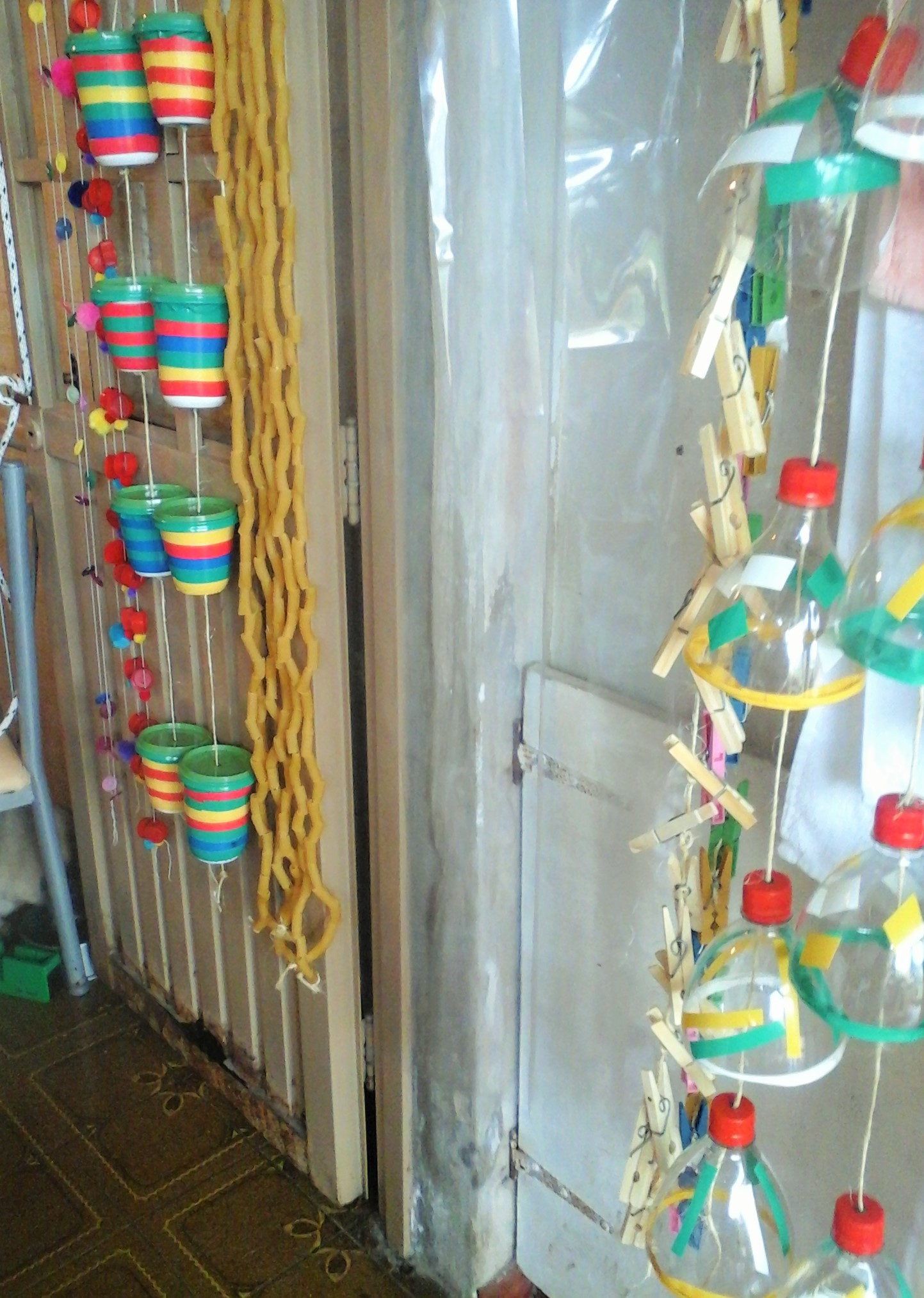
Cortina didáctica para la exploración de sonidos, realizada con envases plásticos y latas reutilizadas.

Los materiales didácticos, también denominados auxiliares didácticos o medios didácticos, pueden ser cualquier tipo de dispositivo diseñado y elaborado con la intención de facilitar un proceso de enseñanza y aprendizaje, es decir, facilitar la enseñanza del profesorado y el aprendizaje del alumnado. Los materiales didácticos son los elementos que emplean los docentes para facilitar y conducir el aprendizaje de los alumnos (libros, carteles, mapas, fotos, láminas, videos, software, modelos y analogías).
También se consideran materiales didácticos a aquellos materiales y equipos que nos ayudan a presentar y desarrollar los contenidos y a que los alumnos trabajen con ellos para la construcción de los aprendizajes significativos. Se podría afirmar que no existe un término unívoco acerca de lo que es un recurso didáctico, así que, en resumen, material didáctico es cualquier elemento que, en un contexto educativo determinado, es utilizado con una finalidad didáctica o para facilitar el desarrollo de las actividades formativas.
Según Cabero (2001), existe una diversidad de términos para definir el concepto de materiales didácticos, tales como los que se presentan a continuación:
1. Medio (Saettler, 1991; Zabalza, 1994)
2. Medios auxiliares (Gartner, 1970; Spencer-Giudice, 1964)
3. Recursos didácticos (Mattos, 1973)
4. Medio audiovisual (Mallas, 1977 y 1979)
5. Materiales (Gimeno, 1991; Ogalde y Bardavid, 1991)

Esta diversidad de términos conduce a un problema de indefinición del concepto, así como también al de la amplitud con que estos son considerados
Cabero, 2001:290

Es decir, cada autor da un significado específico al concepto, lo que conduce a tener un panorama mucho más amplio en cuanto a materiales didácticos se refiere. La terminología utilizada para nombrar a los materiales didácticos da lugar a considerarlos, según Cebrián (Citado en Cabero, 2001:290) como 

Todos los objetos, equipos y aparatos tecnológicos, espacios y lugares de interés cultural, programas o itinerarios medioambientales, materiales educativos que, en unos casos utilizan diferentes formas de representación simbólica, y en otros, son referentes directos de la realidad. Estando siempre sujetos al análisis de los contextos y principios didácticos o introducidos en un programa de enseñanza, favorecen la reconstrucción del conocimiento y de los significados culturales del currículum.

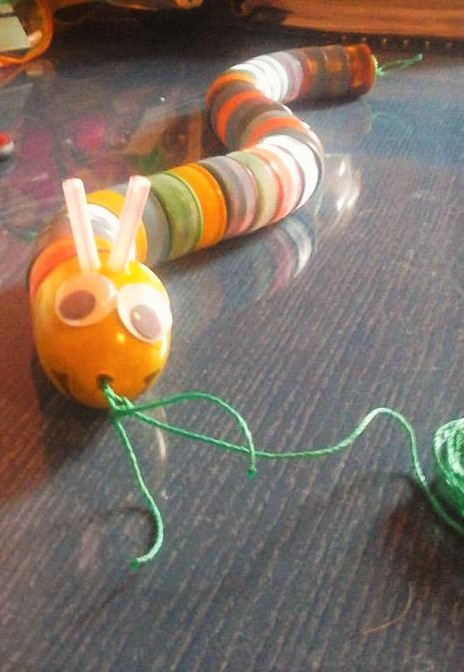
Juguete de arrastre realizado con tapas de envases descartables.

Los docentes e instructores emplean materiales didácticos en la planeación de sus cursos, como vehículos y soportes para la transmisión de mensajes educativos. Los contenidos de la materia son presentados a los alumnos en diferentes formatos, en forma atractiva, y en ciertos momentos clave de la instrucción. Estos materiales didácticos (impresos, audiovisuales, digitales, multimedia) se diseñan siempre tomando en cuenta el público al que van dirigidos, y tienen fundamentos psicológicos, pedagógicos y comunicacionales.
Sin embargo, los términos material y recurso se emplean generalmente de manera como la furgoneta viciosa. Afirma Odderey Matus que los recursos didácticos son todos aquellos elementos físicos que sirven de mecanismos auxiliares para facilitar y procesar los elementos de la enseñanza en vistas a lograr un aprendizaje posterior. Entre estos tenemos los lápices, marcadores, papel, pizarra, plastilina, hilo, disco compacto y otros. En cambio los materiales didácticos son aquellos recursos ya mediados pedagógicamente, ya transformados para hacer más efectivo el proceso de enseñanza y aprendizaje, entre estos encontramos una hoja de aplicación (una hoja de papel con texto o imágenes puestas en él con una intención), una canción motivadora (grabada en un CD), el libro de texto, un papelógrafo (papelón con un esquema escrito sobre él), una pequeña maqueta hecha con plastilina (como modelo a ser imitado por los estudiantes), etc.

## Funciones
Según se usen, pueden tener diversas funciones:
- Orientar.
- Simular
- Guiar los aprendizajes.
- Ejercitar habilidades.
- Motivar.
- Evaluar.
- Comentar

## Principios Didácticos
- Individualizar: La enseñanza se centra en el alumno y el docente debe adecuarse a sus matices personales, procurando acercar el conocimiento al acto didáctico.
- Socialización: Toda forma educativa pretende concientizar al educando sobre su entorno; la enseñanza se entiende en, por y para la sociedad.
- Autonomía: Este concepto se asocia a la responsabilidad progresiva de los estudiantes y la superación de una figura autoritaria (el profesor), en camino hacia la autorregulación conciencia de sus actos.
- Creatividad: Nace de la originalidad que cada individuo puede imprimir en el proceso de aprendizaje, fomenta la expresión individual y la aceptación en el grupo social que se inserta.
- Sistematicidad: Asegura un ordenamiento, objetivo y eficacia. Mediante un método es posible seguir un camino de aprendizajes y evaluar sus fases o momentos de progreso.

## Clasificación

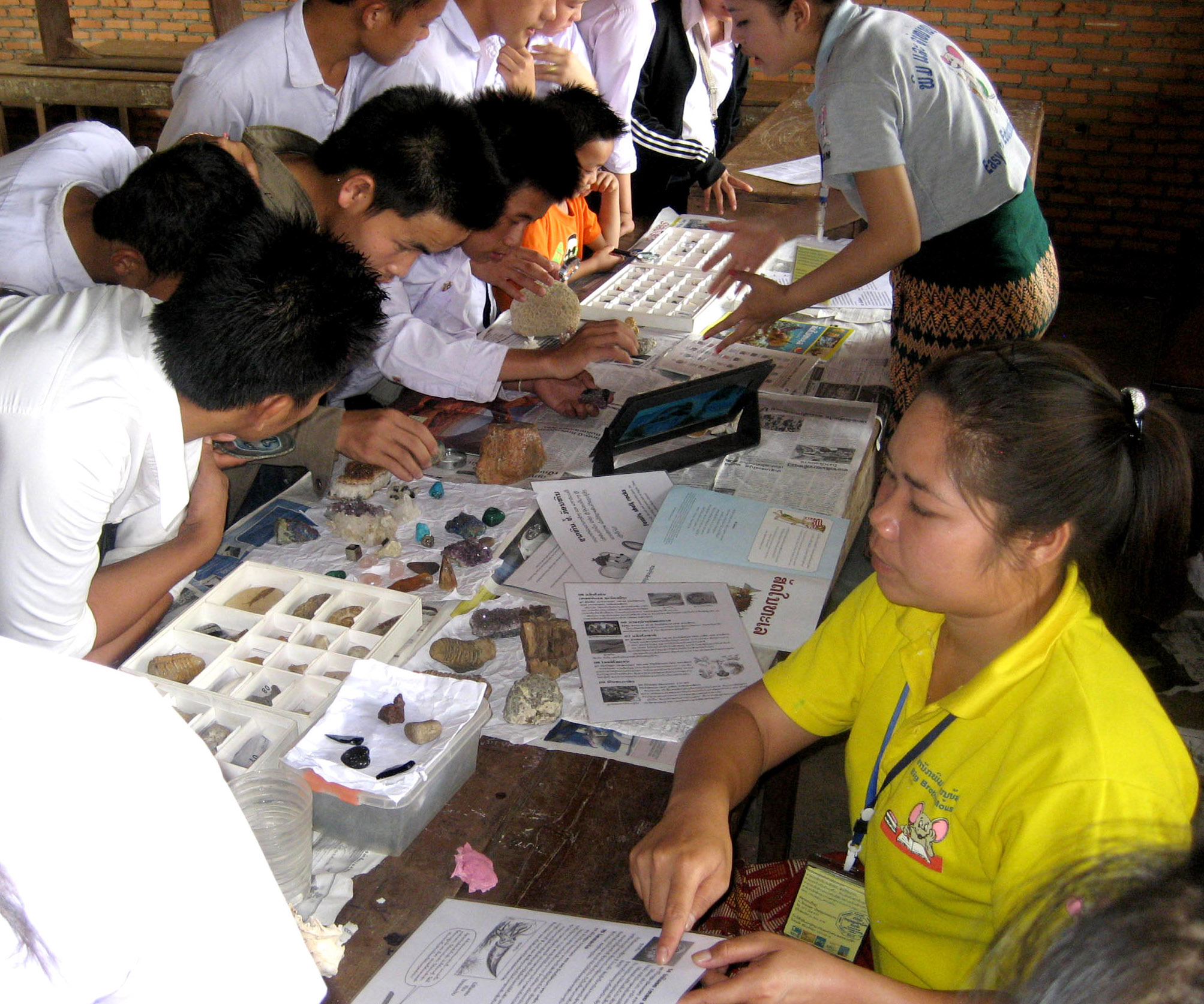
Alumnos de Laos utilizando material experimental

Una clasificación de los materiales didácticos que conviene indistintamente a cualquier disciplina es la siguiente (Nérici, p.284):
1. Material permanente de trabajo: Tales como el tablero y los elementos para escribir en él, videoproyectores, cuadernos, reglas, compases, computadores personales.
2. Material informativo: Mapas, libros, diccionarios, enciclopedias, revistas, periódicos, etc.
3. Material ilustrativo audiovisual: Pósteres, videos, discos, etc.
4. Material experimental: Aparatos y materiales variados, que se presten para la realización de pruebas o experimentos que deriven en aprendizajes.
5. Material Tecnológico: Todos los medios electrónicos que son utilizados para la creación de materiales didácticos. Las herramientas o materiales permiten al profesor la generación de diccionarios digitales, biografías interactivas, el uso de blogs educativos y la publicación de documentos en bibliotecas digitales, es decir, la creación de contenidos e información complementaria al material didáctico.

### La selección de materiales didácticos
Para que un material didáctico resulte efectivo y propicie una situación de aprendizaje exitosa, no basta con que se trate de un buen material, ni tampoco es necesario que sea un material de última tecnología. Se debe tener en cuenta su calidad objetiva y en qué medida sus características específicas (contenidos, actividades) están en consonancia con determinados aspectos curriculares del contexto educativo:  
- Los objetivos educativos que se pretenden lograr.
- Los contenidos que se van a tratar utilizando el material
- Las características de los estudiantes.
- Las características del contexto (físico, curricular) en el que se desarrolla la docencia y donde pensamos emplear el material didáctico que estamos seleccionando..
- Las estrategias didácticas que podemos diseñar considerando la utilización del material.

La selección de los materiales a utilizar con los estudiantes siempre se realizará contextualizada en el marco del diseño de una intervención educativa concreta, considerando todos estos aspectos y teniendo en cuenta los elementos curriculares particulares que inciden. La cuidadosa revisión de las posibles formas de utilización del material permitirá diseñar actividades de aprendizaje y metodologías didácticas eficientes que aseguren la eficacia en el logro de los aprendizajes previstos.